# Leslie Iwerks

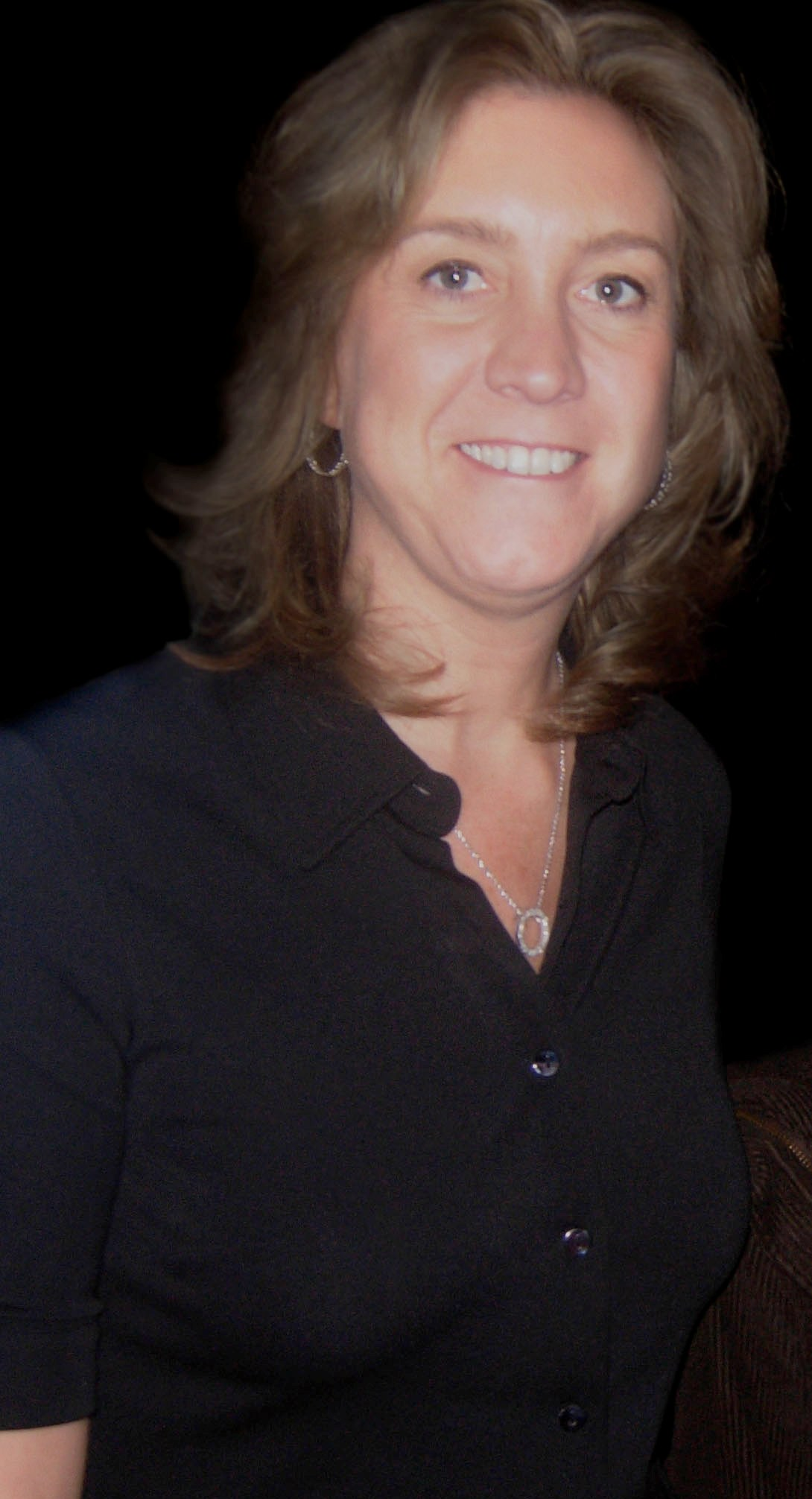
Foto de Leslie Iwerks

Leslie Iwerks es una directora y productora nominada al Premio Óscar que encabeza Leslie Iwerks Productions. Entre sus trabajos se incluyen The Pixar Story, Recycled Life, y The Hand Behind the Mouse: The Ub Iwerks Story. El último de estos relata la biografía de su abuelo Ub Iwerks.

## Premios y nominaciones
Premios Óscar
| Año  | Categoría              | Película      | Resultado |
| ---- | ---------------------- | ------------- | --------- |
| 2007 | Mejor documental corto | Recycled Life | Nominada  |